# Jimi Salonen
Jimi Salonen (* 3. Oktober 1994 in Muurame) ist ein finnischer Freestyle-Skier. Er startet in den Buckelpisten-Disziplinen Moguls und Dual Moguls.

## Werdegang
Salonen startete im Februar 2010 in Krasnoe Ozero erstmals im Europacup und belegte dabei die Plätze 19 und 15. Im folgenden Jahr kam er im Europacup in Megève mit dem dritten Platz im Moguls erstmals aufs Podest. Im Freestyle-Skiing-Weltcup debütierte er zu Beginn der Saison 2011/12 in Ruka. Es folgten acht Top-10-Platzierungen im Europacup, darunter drei Podestplatzierungen und zum Saisonende der vierte Platz in der Moguls-Disziplinenwertung. Nach Platz 31 und 17 im Weltcup zu Beginn der folgenden Saison holte er in La Rosiere seinen ersten Europacupsieg. Es folgten im Europacup drei weitere Podestresultate und zum Saisonende der fünfte Rang in der Moguls-Disziplinenwertung. Bei den Weltmeisterschaften 2013 in Voss errang er den 38. Platz im Moguls und den achten Platz in Dual Moguls.
In der Saison 2013/14 startete Salonen sechsmal im Weltcup. Sein bestes Resultat dabei war der 13. Platz in Val St. Come. Bei den Olympischen Winterspielen 2014 in Sotschi kam er auf den 18. Platz im Moguls-Wettbewerb. Im April 2014 wurde er finnischer Dual-Moguls-Meister. Im Januar 2015 erreichte er in Calgary mit dem sechsten Platz im Moguls sein erstes Top-10-Ergebnis im Weltcup. Bei den Weltmeisterschaften 2015 am Kreischberg belegte er den 30. Platz im Moguls und den 14. Rang im Dual Moguls. In der Saison 2015/16 errang er im Weltcup fünf Top-10-Platzierungen. Dabei kam er mit dem zweiten Platz im Dual Moguls in Deer Valley erstmals im Weltcup aufs Podium. Im März 2016 siegte er zweimal im Europacup in Jyväskylä und beendete die Saison auf dem 21. Platz im Gesamtweltcup und auf dem fünften Rang im Moguls-Weltcup.
Salonens beste Weltcupplatzierung in der Saison 2016/17, den er auf dem 12. Platz im Moguls-Weltcup beendete, war der vierte Platz im Dual Moguls in Deer Valley. Bei den Weltmeisterschaften 2017 in der Sierra Nevada gelang ihn der 17. Platz im Dual Moguls und der 12. Rang im Moguls-Wettbewerb. Im folgenden Jahr errang er bei den Olympischen Winterspielen in Pyeongchang den 16. Platz im Moguls. In der Saison 2018/19 wurde er mit vier Top-Zehn-Platzierungen Zehnter und in der Saison 2019/20 mit drei Top-Zehn-Platzierungen Zwölfter im Moguls-Weltcup. Bei den Weltmeisterschaften 2019 in Deer Valley belegte er den 17. Platz im Dual Moguls sowie den siebten Rang im Moguls und bei den Weltmeisterschaften 2021 in Almaty den 28. Platz im Moguls sowie den 24. Rang im Dual Moguls. In der Saison 2021/22 siegte er bei den finnischen Meisterschaften im Dual Moguls und errang bei den Olympischen Winterspielen 2022 in Peking den 20. Platz im Moguls. Im Weltcup kam er fünfmal unter die ersten Zehn und erreichte damit den zehnten Platz im Moguls-Weltcup. Bei den Weltmeisterschaften 2023 in Bakuriani belegte er den 16. Platz im Moguls und den 15. Rang im Dual Moguls.

## Erfolge

### Olympische Spiele
- Sotschi 2014: 18. Moguls
- Pyeongchang 2018: 16. Moguls
- Peking 2022: 20. Moguls

### Weltmeisterschaften
- Voss 2013: 8. Dual Moguls, 38. Moguls
- Kreischberg 2015: 14. Dual Moguls, 30. Moguls
- Sierra Nevada 2017: 12. Moguls, 17. Dual Moguls
- Deer Valley 2019: 7. Moguls, 27. Dual Moguls
- Almaty 2021: 24. Dual Moguls, 28. Moguls
- Bakuriani 2023: 15. Dual Moguls, 16. Moguls

### Weltcup
Salonen errang im Weltcup bisher einen Podestplatz.
Weltcupwertungen:
| Saison  | Gesamt | Gesamt | Moguls | Moguls |
| Saison  | Platz  | Punkte | Platz  | Punkte |
| ------- | ------ | ------ | ------ | ------ |
| 2011/12 | 216.   | 1      | 49.    | 19     |
| 2012/13 | 233.   | 2      | 46.    | 26     |
| 2013/14 | 175.   | 5      | 33.    | 51     |
| 2014/15 | 85.    | 12     | 21.    | 104    |
| 2015/16 | 21.    | 34,00  | 5.     | 272    |
| 2016/17 | 79.    | 18,09  | 12.    | 199    |
| 2017/18 | 267.   | 1,40   | 48.    | 14     |
| 2018/19 | 54.    | 22,11  | 10.    | 199    |
| 2019/20 | 65.    | 19,20  | 12.    | 192    |
| 2020/21 | -      | -      | 19.    | 52     |
| 2021/22 | -      | -      | 10.    | 255    |
| 2022/23 | -      | -      | 22.    | 126    |

### Europacup
- Saison 2011/12: 5. Moguls-Disziplinenwertung
- Saison 2012/13: 4. Moguls-Disziplinenwertung
- 16 Podestplätze, davon 5 Siege

### Juniorenweltmeisterschaften
- Jyväskylä 2011: 4. Moguls
- Chiesa in Valmalenco 2012: 16. Moguls
- Chiesa in Valmalenco 2013: 5. Moguls, 10. Dual Moguls
- Chiesa in Valmalenco 2014: 5. Moguls, 12. Dual Moguls

### Weitere Erfolge
- 3 finnische Meistertitel: (Dual Moguls 2014, 2021, 2022)